# 石抹曷鲁
石抹曷鲁，蒙古帝国典膳官，契丹族。
石抹曷鲁世代主管蒙古大汗的内膳，为近臣。石抹曷鲁事奉成吉思汗，后来拖雷向父亲求得石抹曷鲁，于是他转而事奉拖雷。唆鲁禾帖尼对蒙哥、忽必烈说：“曷鲁事奉成吉思汗，大汗身体稍有不适，他的烹庖之精，百倍平日，你等兄弟应当始终厚待他。”拖雷跟随窝阔台西征，途中缺少水源，石抹曷鲁早晨起来聚草上之霜煮羹，受拖雷赞赏，回师，赏赐金帛甚厚。八十岁去世。其孙石抹明里。